# Hammarbacka
Hammarbacka (finska: Vasaramäki) är en stadsdel i Skansen-Uittamo storområde i Åbo. Området ligger sydost om stadens centrum och består i huvudsak av rad- och egnahemshus. 2016 var Hammarbackas folkmängd 3 838, varav 3 484 var finskspråkiga, 234 svenskspråkiga och 120 överiga.mountain.

## Bildgalleri

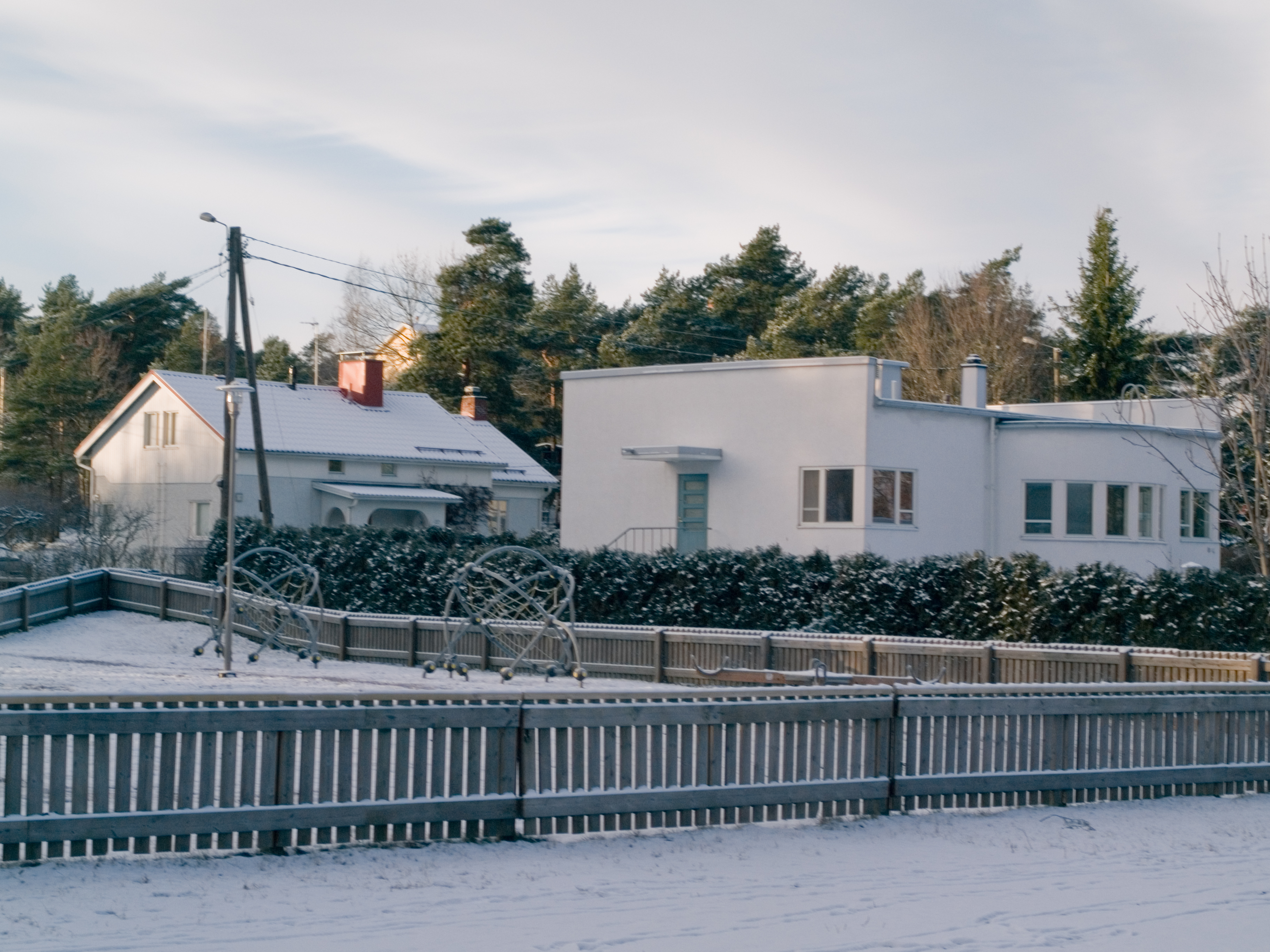
Turjasparkens lekplats med funkiskvarteret i bakgrunden.
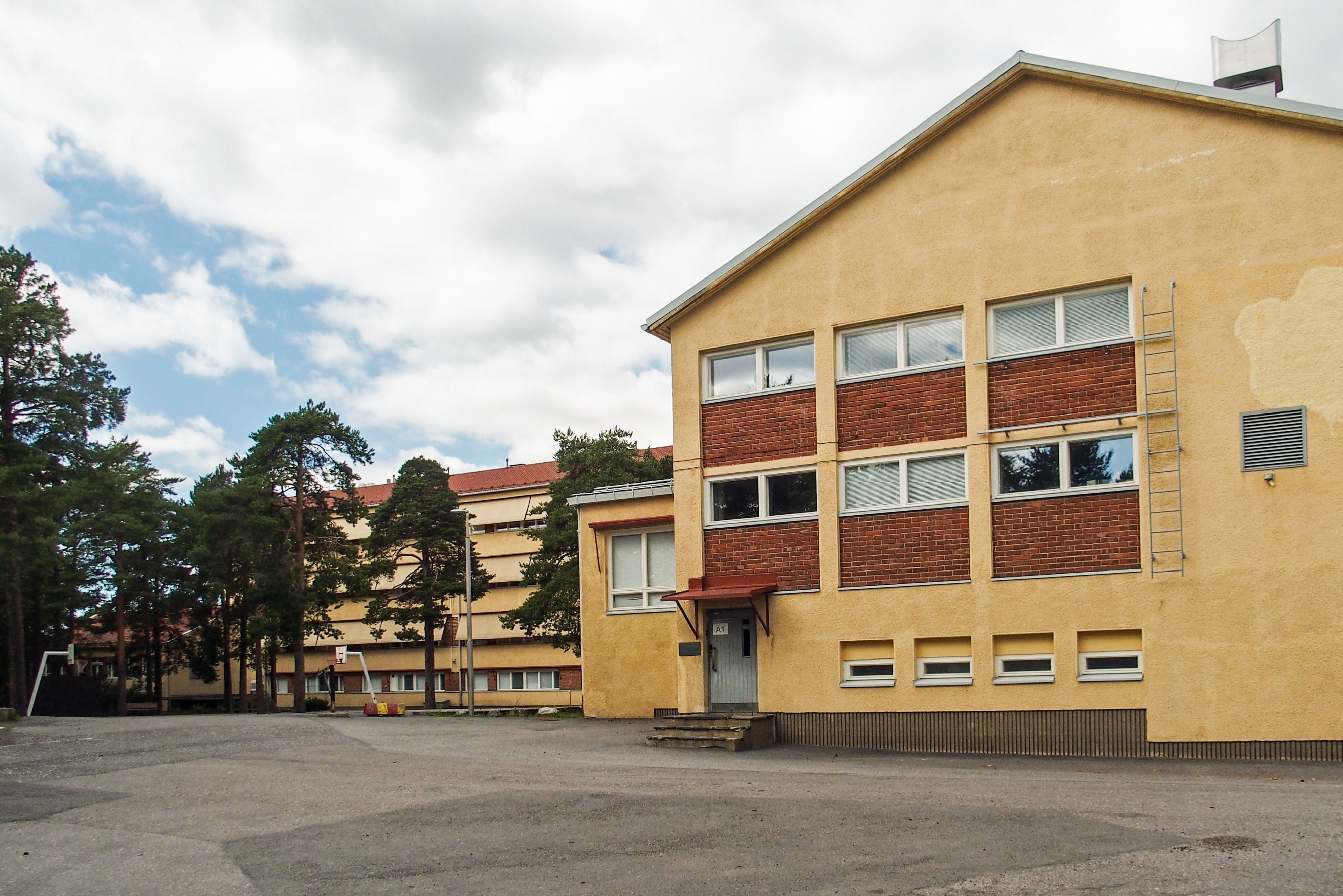
Hammarbacka skola.
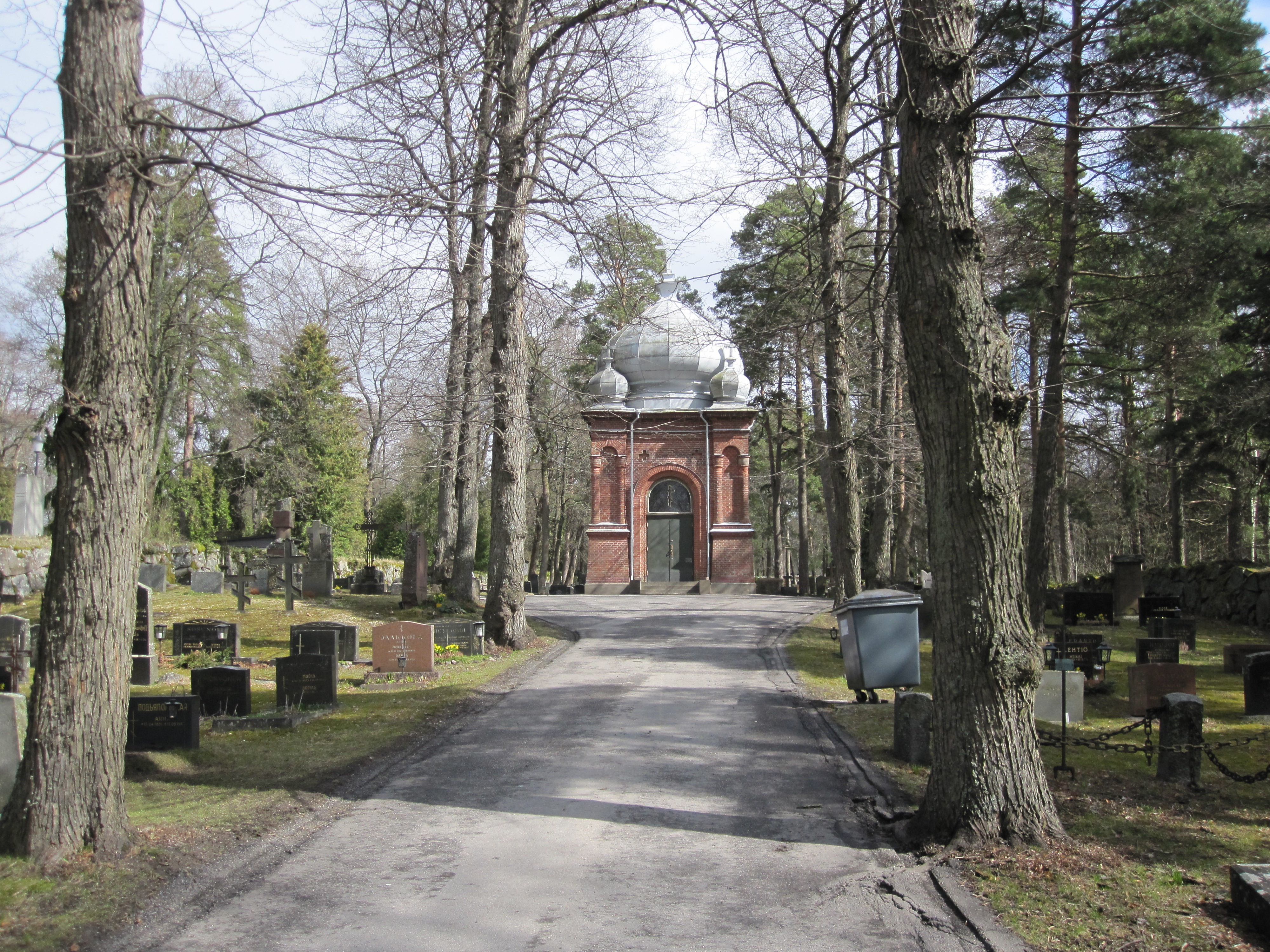
Ortodoxa begravningskapellet vid Åbo begravningsplats.